# Jenny Lamy
Jennifer Frances »Jenny« Lamy-Frank, avstralska atletinja, * 28. februar 1949, Wagga Wagga, Novi Južni Wales, Avstralija.
Nastopila je na olimpijskih igrah leta 1968 ter osvojila bronasto medaljo v teku na 200 m in peto mesto v štafeti 4x100 m. Na igrah skupnosti narodov je osvojila tri zlate medalje v štafeti 4x100 m oz. 4x110 jardov in srebrno medaljo v teku na 220 jardov. Leta 1969 je postala avstralska državna prvakinja v teku na 100 m.